# Legion of Super-Heroes (film)
Série Tomorrowverse
Green Lantern: Beware My Power
(2022) Justice League: Warworld
(2023)
Pour plus de détails, voir Fiche technique et Distribution.
Legion of Super-Heroes est un film d'animation américain, réalisé par Jeff Wamester, sorti directement en vidéo en 2023, 49e film de la collection DC Universe Animated Original Movies.
Le film fait partie de la continuité scénaristique Tomorrowverse et met en avant les personnages de Kara Zor-El alias Supergirl et de Brainiac 5.

## Synopsis
Kara Zor-El n'arrive pas à s'adapter à sa nouvelle vie sur Terre. Grâce à un voyage temporel vers le futur, elle rejoint la Légion des super-héros.

## Fiche technique
- Titre original : Legion of Super-Heroes
- Réalisation : Jeff Wamester
- Scénario : Josie Campbell, d'après les personnages de DC Comics
- Musique : Kevin Riepl
- Direction artistique du doublage original : Wes Gleason
- Montage : Bruce A. King
- Animation : Edge Animation
- Production : James Krieg et Kimberly S. Moreau
- Sociétés de production : Warner Bros. Animation et DC Studios
- Société de distribution : Warner Bros. Home Entertainment
- Pays de production :  États-Unis
- Langue originale : anglais
- Format : couleur
- Genre : animation, super-héros
- Durée : 83 minutes
- Dates de sortie :
  - États-Unis : 7 février 2023
- Classification :
  - États-Unis : PG-13 (interdit -13 ans)

 Sauf indication contraire, les informations mentionnées dans cette section peuvent être confirmées par la base de données cinématographiques IMDb,  présente dans la section « Liens externes ».

## Distribution
- Meg Donnelly : Kara Zor-El / Supergirl
- Harry Shum Jr : Brainiac 5
- Jensen Ackles : Batman / Bruce Wayne
- Gideon Adlon : Phantom Girl
- Matt Bomer : Flash / Barry Allen
- Darren Criss : Superman / Clark Kent
- Robbie Daymond : Timberwolf / Brainiac 4
- Darin De Paul : Brainiac / Solomon Grundy
- Ben Diskin : Arm-Fall-Off-Boy / Brainiac 2
- Victoria Grace : Shadow Lass
- Jennifer Hale : Alura
- Cynthia Hamidi : Dawnstar
- Ely Henry : Bouncing Boy
- Daisy Lightfoot : Luornu Durgo / Triplicate Girl
- Eric Lopez : Cosmic Boy / Chemical King
- Yuri Lowenthal : Mon-El
- Zeno Robinson : Invisible Kid / Brainiac 3

## Accueil
Le film a reçu un accueil mitigé de la critique. Il obtient un score moyen de 50 % sur Rotten Tomatoes.